# Rosmalen (plaats)
Rosmalen (Rosmalens: Rosmolle) is een plaats in Noord-Brabant (Nederland) die sinds 1996 samen met de plaatsen Hintham, Kruisstraat en Maliskamp deel uitmaakt van de gemeente 's-Hertogenbosch. Tot die tijd vormde Rosmalen met deze dorpen de gemeente Rosmalen. Rosmalen heeft 38.450 inwoners.
Voormalige gehuchten waaruit Rosmalen is ontstaan, zijn Bruggen, Coudewater, Molenhoek, Sprokkelbosch en Varkenshoek.
Rosmalen is bekend vanwege het jaarlijkse tennistoernooi van Rosmalen en als vestigingsplaats van het voormalige automuseum Autotron Rosmalen.

## Etymologie
Hoewel de naam "Rosmalen" tegenwoordig in eerste instantie doet denken aan een rosmolen, is de betekenis een andere. In 815 geschreven als: "Rosmalla" of "Rosmella", zou de uitgang: "mella" betrekking hebben op een gerechtsplaats, zie ding (rechtspraak). Een alternatieve verklaring is de Oudnederlandse betekenis: paardenmarkt, waarbij "malen" betrekking zou hebben op de eetzak die de paarden droegen als ze op de markt stonden. Historisch gezien is Rosmalen in de middeleeuwen inderdaad een van de plaatsen geweest, waar de Geldersen en de Brabanders paarden verhandelden alvorens de paardenmarkt naar 's-Hertogenbosch verplaatst werd.
Een derde verklaring betreft een verbastering van de oude Germaanse woorden "Rausa" en "Malho". Rausa betekent riet, malho betekent laag gelegen land. Vrij vertaald zou Rosmalen dan betekenen: riet in laaggelegen land.
Ten tijde van de Tachtigjarige Oorlog werd de naam van het dorp geschreven als Rosmael.

## Geschiedenis

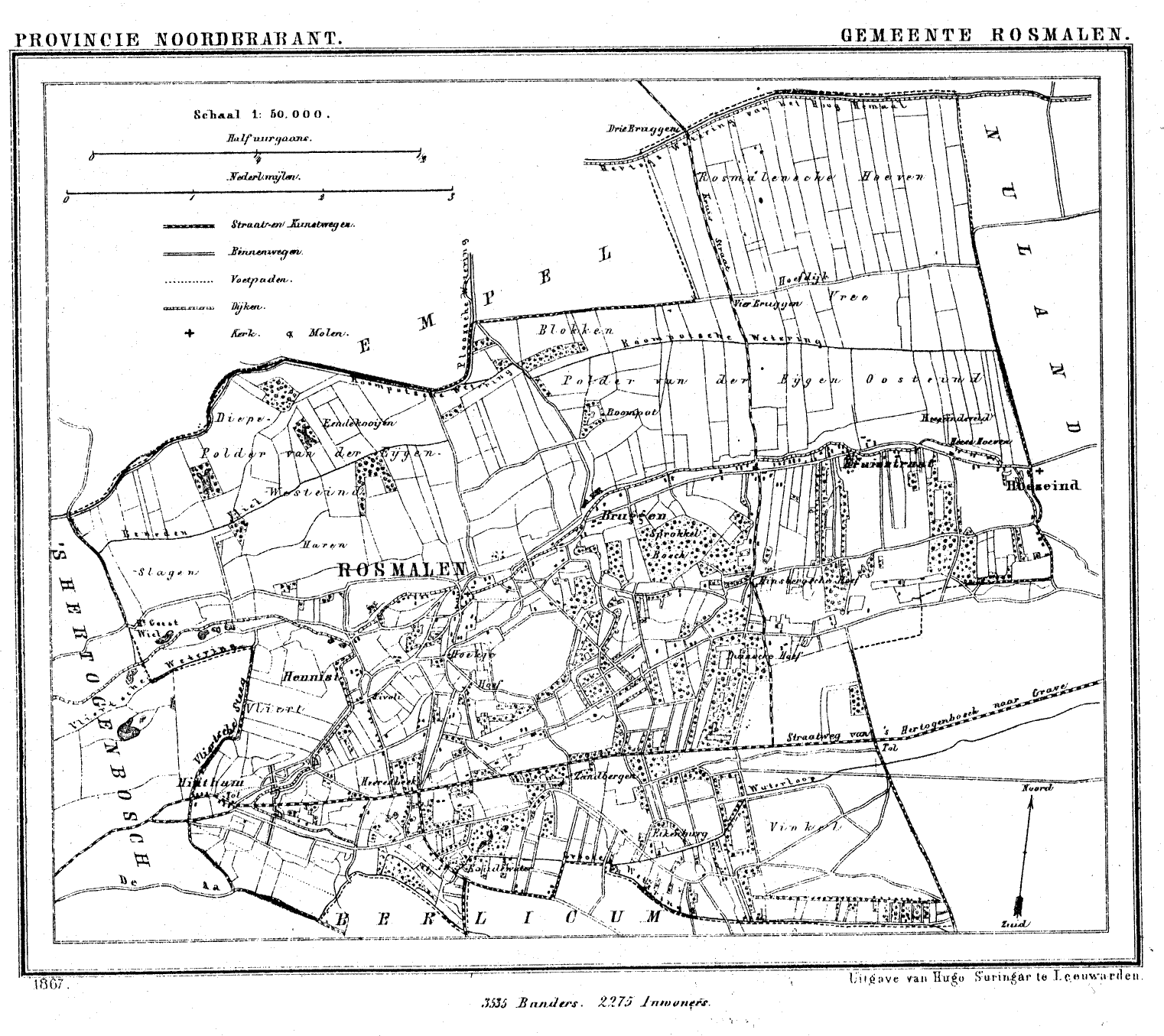
Oude kaart van Rosmalen (1867)

Rosmalen wordt in 815 genoemd in een oorkonde van de Abdij van Lorsch bij Mentz. Er wordt in deze archieven melding gemaakt van een hoeve in Rosmalla met weiden in het bos met zes varkens.
Uit opgravingen in 2004 en 2005 in het gebied waar De Groote Wielen gebouwd zou worden, blijkt dat al in de IJzertijd sprake was van vaste bewoning. Het dorp is lang agrarisch van aard gebleven. Over de vroege bestaansperiode van Rosmalen is verder weinig bekend.
Als in of omstreeks 1185 in de directe nabijheid de nieuwe stad 's-Hertogenbosch wordt gesticht, bestaat Rosmalen dus al ruim drie en een halve eeuw. Het dorp is dan echter nog zeer bescheiden van omvang. Vermoedelijk heeft het dan al wel een kerk of kapel die toegewijd is aan Sint Lambertus. In de onmiddellijke nabijheid van de nieuwe stad komt Rosmalen al snel onder de invloedssfeer daarvan te liggen.
In de Middeleeuwen behoort Rosmalen tot het Kwartier van Maasland van de Meierij van 's-Hertogenbosch.
Op 22 augustus 1300 bekrachtigt Hertog Jan II van Brabant de uitgifte van 'gemeijne gronden' aan de bewoners van Rosmalen. Dit moment mag worden gezien als het ontstaan van Rosmalen als zelfstandig opererende gemeenschap.

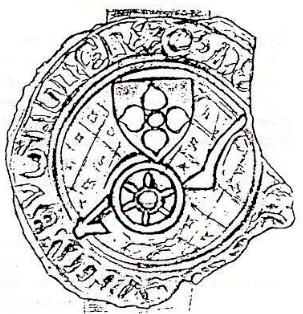
Kopie zegel polderbestuur

In 1309 stelt dezelfde hertog een oorkonde op waarmee het polderbestuur "Van der Eijgen" wordt ingesteld. Het zegel dat door het polderbestuur gebruikt gaat worden, en waarvan de oudst bewaarde afdruk uit 1348 stamt, vertoont een antieke ploeg en een Maaslands vierblad. Dit zegel heeft model gestaan voor het gemeentewapen dat tot en met 1995 werd gebruikt, en dus ook voor het huidige Rosmalense dorpswapen.
In 1434 sticht mevrouw Milla de Kampen samen met de heer Peter de Gorter het klooster Mariënwater in het Rosmalense gehucht Coudewater. Reden voor deze stichting is een visioen of droom die Peter de Gorter kreeg, waarin hem de oprichting van een klooster werd opgedragen. Hij zag, toen hij zijn bijenkolonie bezocht, een dubbelklooster geheel opgebouwd uit bijenwas. Coudewater is het eerste dubbelconvent van Birgittijnen en Birgittinessen in het bisdom Luik.
In 1485 verkoopt Jan van Baexen een burcht met de naam Rodenborch aan priester Arnoldus, zoon van wijlen Petrus Michiels. De naam verandert daarbij in Annenborch, en de burcht wordt een klooster waarin de zusters augustinessen uit het overbevolkte Bethaniëklooster in 's-Hertogenbosch hun intrek moeten nemen. In 1572 vluchten de zusters weer naar die stad terug, vanwege de onveilige situatie als gevolg van de godsdienstonlusten na de reformatie.
Op 25 oktober 1505 wordt Rosmalen verheven tot hoge, middelbare en lage heerlijkheid met Ridder Jan van Baexen als heer. Dit duurt overigens nog geen zes jaar: in juli 1511 koopt de stad 's-Hertogenbosch die rechten.
In 1512 worden Rosmalen en Hintham door de Geldersen verwoest.
In het midden van de zestiende eeuw wordt de tufstenen kapel of kerk te Rosmalen, gewijd aan Sint-Lambertus, verbouwd tot de vorm die de kerk nu ongeveer nog heeft. Een kraagsteentje uit de Mariakapel vermeldt nog dit jaartal.
Als in 1629 de stad 's-Hertogenbosch na een zeer langdurig beleg door Frederik Hendrik capituleert, gaan ook de tot de Meierij van 's-Hertogenbosch behorende dorpen "over" in Staatse handen. De val van de hoofdstad der Meierij heeft veel consequenties voor de dorpen, waaronder Rosmalen. Zo gaat de rooms-katholieke Sint-Lambertus over in protestantse handen. Het bestuur van Rosmalen vindt onderdak in een gedeelte van de kerk.
In de achttiende eeuw vinden in Rosmalen diverse rampen plaats, waaronder overstromingen door de nabijgelegen Maas. Het jaar 1719 is droog en warm, en onder het vee breekt een besmettelijke ziekte uit. Hierdoor sterft bijna al het vee in de gemeenschap. In 1767 lijdt het dorp zeer veel "door donder, bliksem, hagel en stormwind". Er vallen twee doden. Het koren op het veld is verpletterd, driehonderd bomen worden uit de grond gerukt, tachtig huizen worden vernield. In 1781 vindt een van de meest tragische rampen uit de geschiedenis van Rosmalen plaats. De "rode loop" (een cholera of dysenterie-epidemie) breekt uit. In twee maanden tijd sterft ongeveer drie procent van de bevolking.
Bij Koninklijk besluit van 10 november 1823 krijgt de katholieke gemeenschap Rosmalen haar Sint-Lambertuskerk terug. De protestanten krijgen de schuurkerk toebedeeld.
In 1870 kopen de heren Dr. E. v.d. Bogaert en dr. L. Pompe, oprichters van de "Maatschappij tot verpleging van krankzinnigen op het land", het landgoed Coudewater en stichten een psychiatrisch ziekenhuis te Rosmalen.
In 1874 wordt het Klooster van Meeuwen aan de Deken van Roestellaan gebouwd, dat tot 1986 in gebruik blijft.
In 1923 begint Jan Heijmans een zelfstandig bedrijf voor grond- en waterwerken. Rosmalen wordt een belangrijk aannemersdorp. Heijmans NV is inmiddels uitgegroeid tot een bedrijf van Europees formaat.
In 1934 wordt de Parochie van de Heilige Bernadette Soubirous in de Maliskamp gesticht. In 1935 wordt hier de eerste in Nederland aan Bernadette toegewijde kerk ingezegend.
Op 23 oktober 1944 wordt Rosmalen, na hevige gevechten op de Kruisstraat, bevrijd van de Duitse bezetter. Een dag later volgt Hintham.
In 1960 wordt de tienduizendste inwoner geboren. Rosmalen groeit ondertussen van een eenvoudig dorp uit naar een forensenplaats met meer dan 25.000 inwoners in 1985.

Wapen voormalige gemeente Rosmalen

Na jarenlange strijd wordt in oktober 1995 door de Eerste Kamer het wetsvoorstel aangenomen, dat de gemeenten 's-Hertogenbosch en Rosmalen per 1 januari 1996 samenvoegt. Rosmalen heeft zich hier altijd tegen verzet, wat zich onder meer vertaald heeft in een klinkende zege voor Rosmalens Belang bij de gemeenteraadsverkiezingen die in het kader van de gemeentelijke herindeling nodig waren.
Op 18 maart 1999 besluit de gemeenteraad van 's-Hertogenbosch het oude gemeentewapen van Rosmalen als dorpswapen in te stellen, met dien verstande dat het "klavertje" wordt vervangen door een Maaslands vierblad; de ploeg wordt in de oorspronkelijke stijl uit 1348 hersteld, en de Maaslandse kleuren rood-wit worden de hoofdkleuren. Het wapen staat bovenaan deze pagina afgebeeld. De gemeenteraad van 's-Hertogenbosch heeft op 8 maart 2000 besloten dat de Vlag van Rosmalen ook wordt veranderd. Deze wordt rood-wit van kleur met een Scandinavisch kruis.

## Geografie
De gemeente 's-Hertogenbosch heeft Rosmalen verdeeld in drie stadsdelen:
- Rosmalen Zuid
- Rosmalen Noord
- De Groote Wielen

Rosmalen Zuid en Rosmalen Noord worden gescheiden door de Brabantse Lijn. De Groote Wielen wordt gerekend als een apart stadsdeel, vanwege het feit, dat het een Vinex-locatie is die ten noorden van het eigenlijke Rosmalen is aangelegd in de jaren 2007-2010.

## Bezienswaardigheden

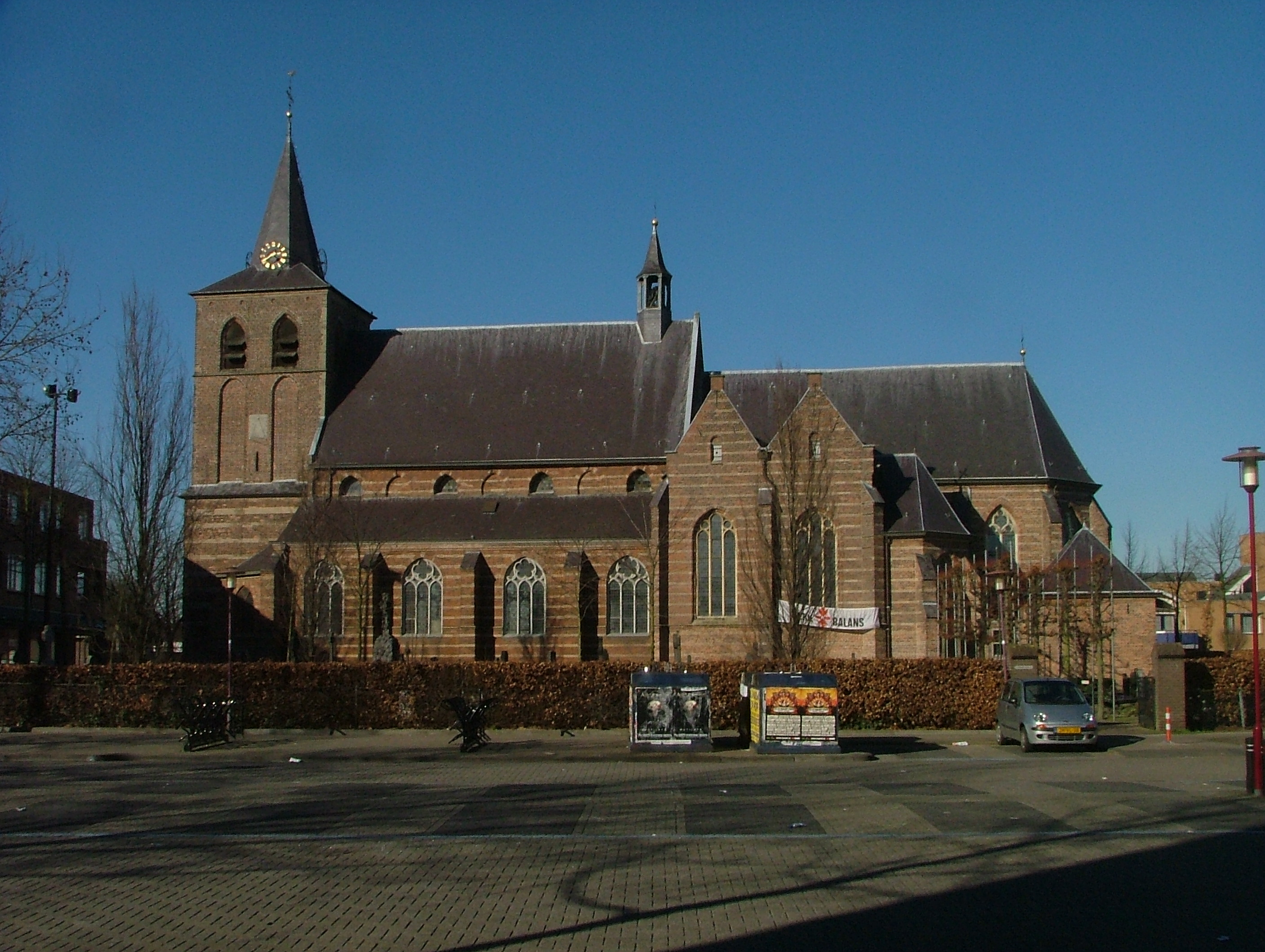
Sint-Lambertuskerk

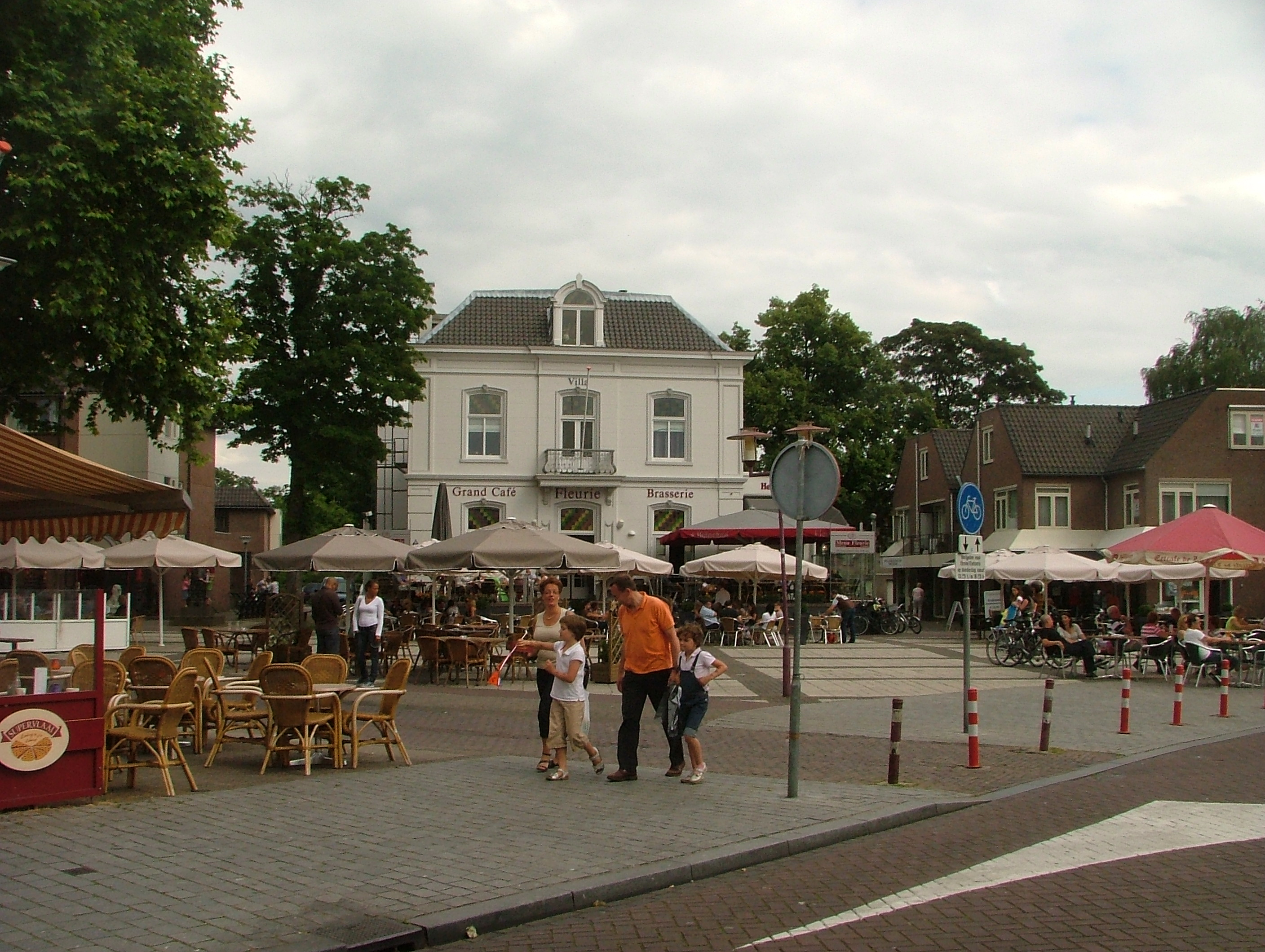
Villa De Driesprong

- Sint-Lambertuskerk, met een gotische toren uit 1430, een schip uit 1550 en vergroot in 1911
- Standerdmolen Rosmalen in de Molenstraat, uit 1732
- Villa De Driesprong, een villa uit 1890, een der oudste panden in het centrum
- Landgoed Coudewater, een voormalig klooster en later een psychiatrische inrichting
- Autotron Rosmalen, gesloten in 2005, nu een beurscomplex
- Enkele openbare kunstwerken: De Vlinderpoort, Watchtower II, en het Wiel van Rosmalen

## Zorginstellingen
Naast het Psychiatrisch Ziekenhuis Coudewater kent Rosmalen nog twee verdere grote zorginstellingen:
- Mariaoord is een landgoed van 54 ha ten oosten van Rosmalen. Ooit heette het de Duinsche Hoeve. Daarop bevond zich de villa van de Joodse familie Lewin, en twee pachthoeven. De zusters van Liefde uit Gennep hadden daar het vrouwensanatorium Maria-Oord, waar tuberculosepatiënten werden verpleegd. Dit had een dependance in Heijen, waarvandaan de patiënten tijdens de Tweede Wereldoorlog werden geëvacueerd waarop de dependance was verwoest en geplunderd. De zusters kochten daarop het landgoed op 2 juli 1945. Er werden barakken gebouwd en het aantal patiënten liep op tot 225 in 1950, allen vrouwen en kinderen. De regels waren aanvankelijk erg streng. Later liep het aantal patiënten snel terug, want tbc verdween dankzij de inzet van antibiotica. Op 25 juni 1971 werd daarom een verpleegtehuis gestart. In 2008 begon de verbouw tot zorgcomplex, waarbij ook appartementen voor de patiënten worden gebouwd.
- De Binckhorst is een internaat en school voor verstandelijk gehandicapte jongeren, gelegen ten oosten van Rosmalen en ten zuiden van Kruisstraat. Van daaruit is omstreeks 1965 ook de Herman Broeren School gestart, gelegen naast De Binckhorst. In 2002 is de instelling opgegaan in de regionale zorginstelling Cello. In 2004 waren er 560 leerlingen. Op het terrein van De Binckhorst wonen 300 cliënten.

## Natuur en landschap
Rosmalen ligt op een dekzandrug die van Oss naar Drunen loopt. Rosmalen ligt op de overgang van deze dekzandrug in het zuiden naar een laag poldergebied in het noorden, dat in de winter vaak onder water kwam te staan wanneer de Maas overstroomde. Dit was de Polder van den Eigen en Empel. Om het water tegen te houden, werd er een winterdijk gebouwd. Deze is ten dele terug te vinden. Zo is de buurtschap Bruggen op een stuk winterdijk gebouwd.
Het gezegde Rosmalen, ellendig land: 's winters in het water, 's zomers in het zand herinnert aan de tijd dat de dijk er nog niet was. Doordat Rosmalen op genoemde dekzandrug lag, was het in de zomer snel te droog voor succesvolle landbouw. Rosmalen was hierdoor vroeger een armere plaats.
Op de dekzandrug bevinden zich een aantal landgoederen, waaronder Eikenburg.

## Economie
Hoewel Rosmalen ooit een landbouwdorp was is het een forensenplaats die op 's-Hertogenbosch georiënteerd is, maar daarnaast ook eigen werkgelegenheid biedt. De belangrijkste bedrijven die hier hun hoofdzetel hebben zijn:
- Heijmans NV, een groot aannemersbedrijf voor bouw en infrastructuur.
- Libéma, een vastgoedmaatschappij die dierentuinen, evenementen- en sporthallen en dergelijke exploiteert.
- Jan Vis, een artiestenbureau

## Evenementen in Rosmalen
Jaarlijks wordt er op het terrein van het Autotron Rosmalen het Tennistoernooi van Rosmalen (de Libèma Open) georganiseerd. Dit toernooi was het eerste grastoernooi op het Europese vasteland, waardoor zij de naam van Continental Grass Tournament mochten dragen. Door de komst van het tennistoernooi in Halle is deze naam vervallen. Het toernooi in Rosmalen geldt als voorbereiding op Wimbledon.
Het centrum van Rosmalen kent vier evenementen. Met carnaval verandert Rosmalen in Zandhazendurp. Het Rosmalens carnaval duurt vier dagen, van zaterdag tot en met dinsdag. Op zaterdag wordt de prins ingehaald met een kinderoptocht. Met Koningsdag is er een vrijmarkt, die in veel dorpen en steden wordt georganiseerd. Vanaf de eerste zaterdag in augustus is er 5 dagen lang de Rosmalense kermis op het Gildeplein. Op de tweede zondag in september is er het KOM-festival.

## Media

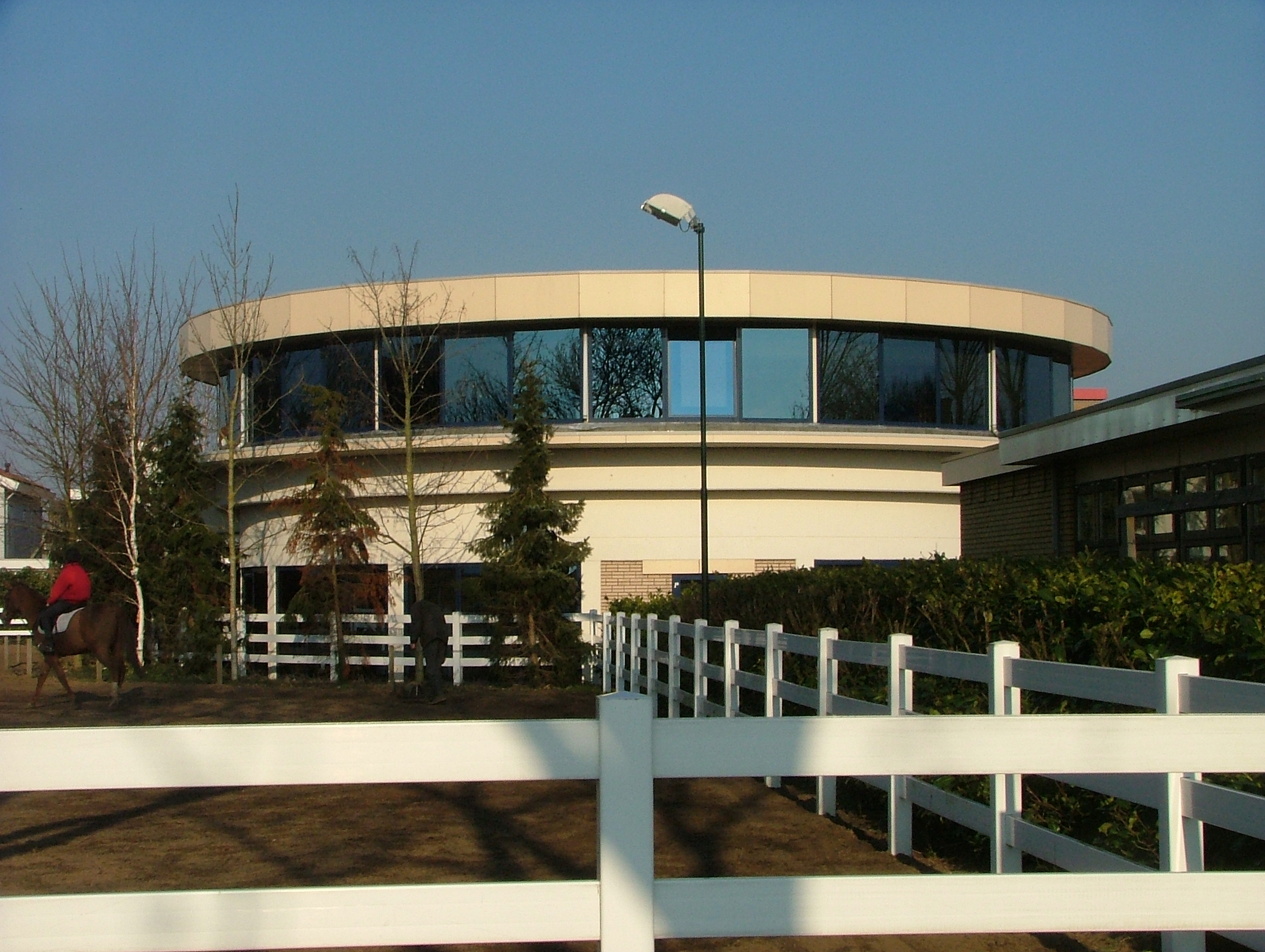
Studio 8FM Brabant

Rosmalen kent één lokale commerciële omroep speciaal voor Rosmalen (ROS-Kabelkrant). Deze kabelkrant is ook te ontvangen in Kruisstraat en Maliskamp. Daarnaast is er nog een aantal regionale omroepen te ontvangen, zoals TV73 en RADIO73 de commerciële omroep tevens gevestigd in Rosmalen maar richt zich op de hele Gemeente 's-Hertogenbosch. Ook Radio 8FM waarvan de studio aan de Canadasingel ligt. De Rosbode wordt wekelijks aan huis gebracht. De lokale Omroep van de gemeente 's-Hertogenbosch was Boschtion, tot 12 februari 2015 te ontvangen in de gehele gemeente op de kabel en 95,2 MHz in de ether. Boschtion had televisie, radio en internet. Op het televisiekanaal was buiten de reguliere televisie-uitzendingen ook een eigen kabelkrant te lezen.

## Onderwijs
Rosmalen heeft elf basisscholen, Kindcentrum de Terp, Educatief Centrum Sparrenbos, BS De Hobbit, RK BS 't Ven, RK BS De Troubadour, Wittering, Basisschool De Groote Wielen, De Hoven, De Sprong, RK BS Den Krommen Hoek en Campus aan de Lanen. Rosmalen heeft twee scholen voor het speciaal onderwijs: de Herman Broeren School locatie Molenhoek, en het Stedelijk VSO Rosmalen. Daarnaast is er ook nog het Rodenborch-College, een middelbare school voor vmbo-t, havo, vwo, vwo-plus (talenttraject).

## Sport
Jaarlijks wordt op het terrein van Autotron Rosmalen het Tennistoernooi van Rosmalen georganiseerd. Dit toernooi was gesponsord door ICT-dienstverlener Ordina, maar wordt sinds 2013 gesponsord door TopShelf en vanaf 2018 door Libèma. Het toernooi geldt als voorbereiding op het grastoernooi van Wimbledon. Het toernooi kent zowel een ATP-toernooi als een WTA-toernooi. In 2020 en 2021 werd het toernooi niet gespeeld vanwege de coronapandemie die in 2020 uitbrak.
De voetballers van OJC Rosmalen spelen in de Derde divisie zondag. De eerste keer dat OJC Rosmalen in de Hoofdklasse speelde, was na het behalen van het kampioenschap in de Eerste klasse in 1998. Deze titel zouden ze in 2002 nog een keer behalen. De hoogste klassering in de Hoofdklasse werd behaald in seizoen 2013-2014, toen OJC Rosmalen de Hoofdklasse won en daardoor promoveerden ze naar de Topklasse.
De basketbalvereniging The Black Eagles is een samenwerkingsverband aangegaan met New Heroes Basketball uit 's-Hertogenbosch. Zij spelen in Sporthal de Hazelaar en komen uit in de Eerste Divisie basketbal waar ze in het seizoen 2014/2015 landskampioen zijn geworden door Donar met 4-1 te verslaan.
Honk- en Softbal Vereniging Gryphons is een van de grootste verenigingen van Zuid-Nederland. Jaarlijks wordt met het Bossche Bollen Toernooi het grootste jeugd honk- en softbaltoernooi van Nederland georganiseerd. De club speelt op Sportcomplex De Groote Wielen en beschikt over twee honkbal-velden (1 met verlichting) en twee softbal-velden (1 met verlichting).

## Vervoer

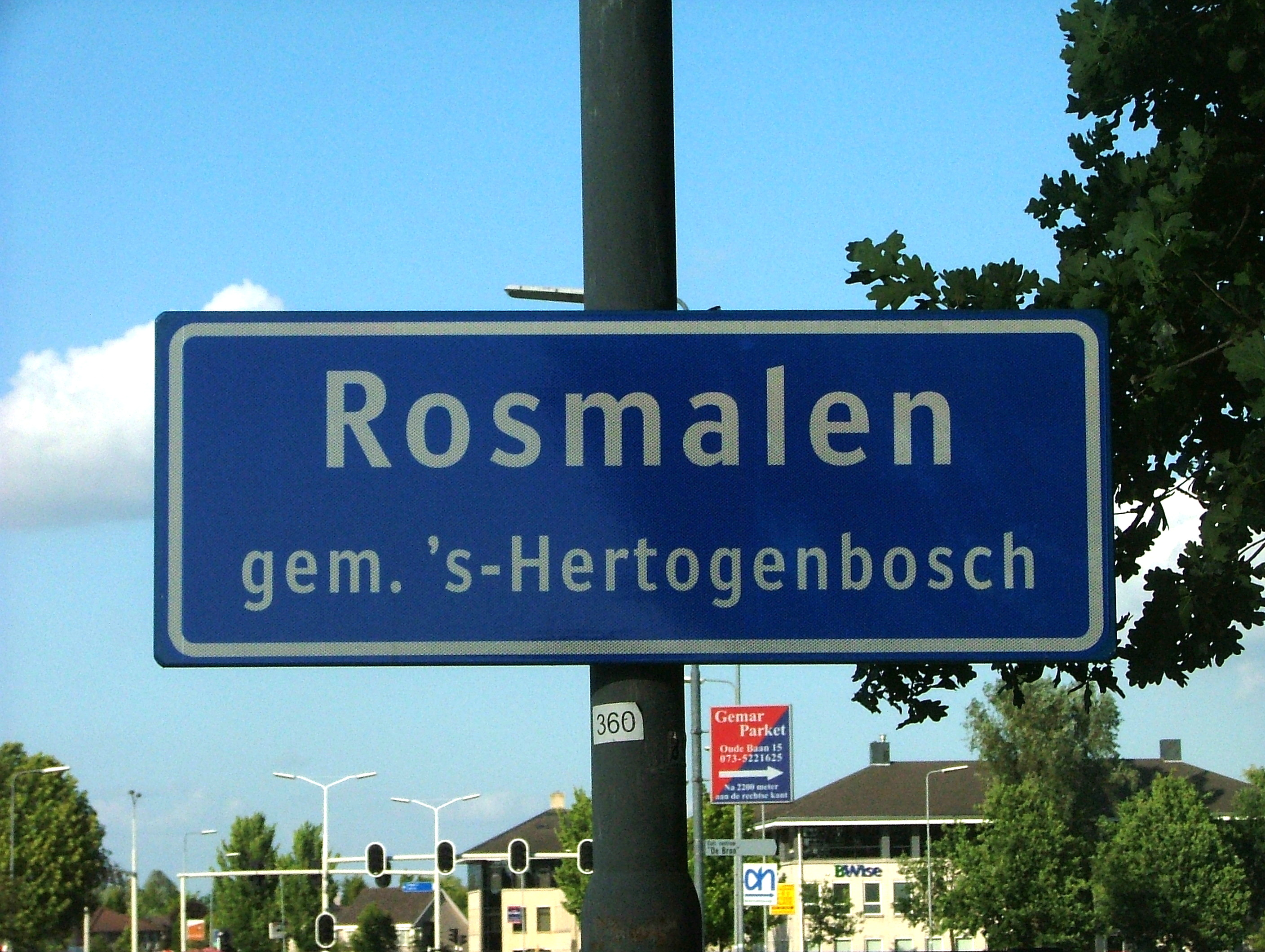
Plaatsnaambord van Rosmalen.

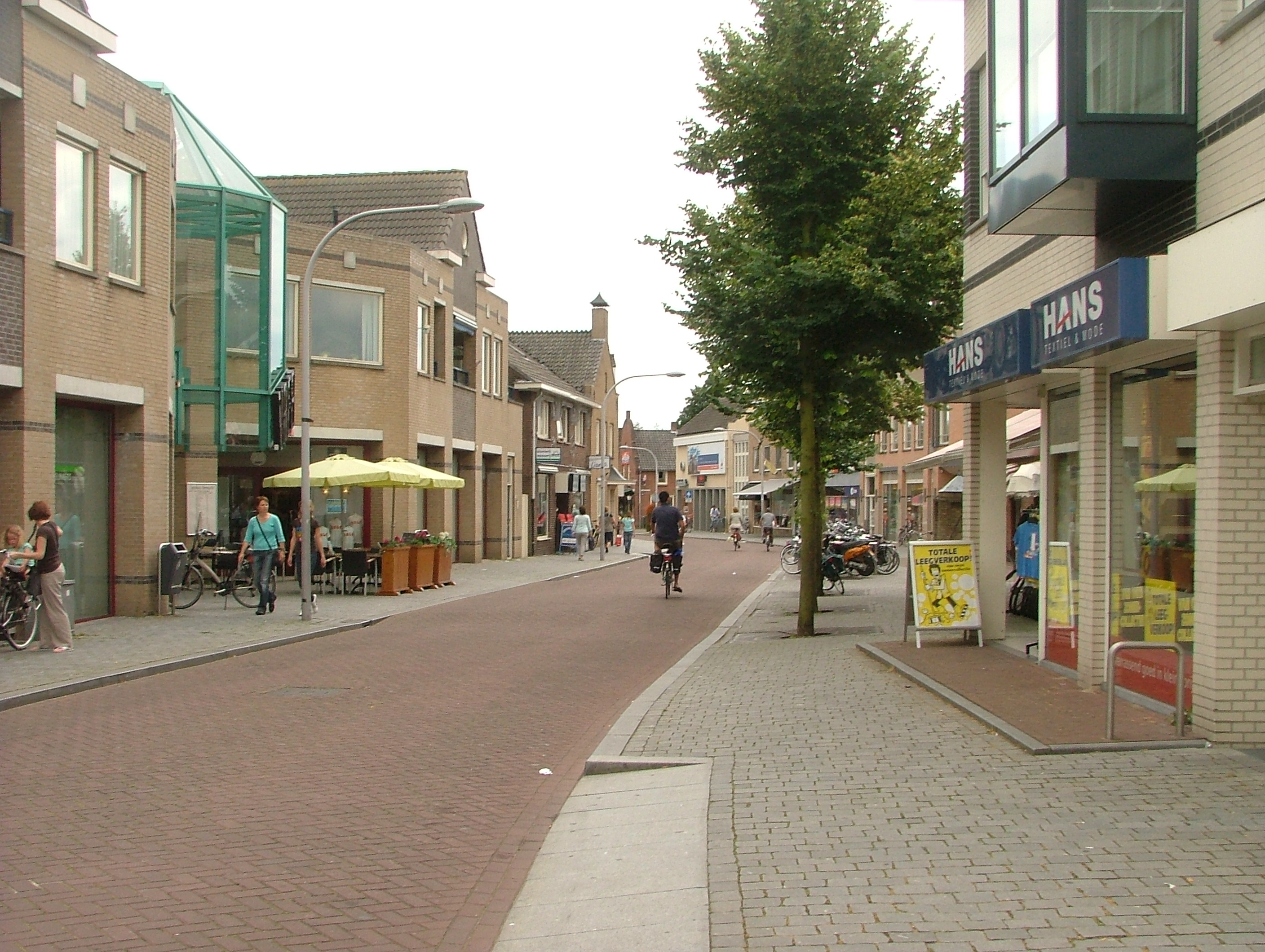
Dorpsstraat

Rosmalen ligt nabij knooppunt Hintham en is zodoende over de weg goed bereikbaar. Het heeft een eigen afslag aan de A2 en twee afslagen aan de A59. Voor lokaal verkeer in de richting van Veghel kan men de voormalige N606 volgen. Dit is de weg via Berlicum en Heeswijk-Dinther.
Rosmalen heeft een eigen treinstation aan de Brabantse Lijn op het baanvak 's-Hertogenbosch naar Nijmegen. Station Rosmalen kent dagelijks ongeveer 2000 in- en uitstappers en is na station 's-Hertogenbosch het op een na drukste station van de gemeente 's-Hertogenbosch. Rosmalen heeft ooit twee stations gehad. Eén bij Sprokkelbosch en één aan de Stationsstraat. Beide stations werden in 1938 gesloten. In 1981 kreeg Rosmalen weer een station, ditmaal aan het huidige Stationsplein, tegenover het toenmalige gemeentehuis aan de Hoff van Hollantlaan. Meerdere stads- en streekbussen doen Rosmalen aan, waaronder de stadslijnen 3 ('s-Hertogenbosch Kruiskamp - Rosmalen Station) die door het zuiden/midden van Rosmalen rijdt en 4 ('s-Hertogenbosch Station - Rosmalen Station), die door het noorden rijdt.

## Voorzieningen
In het centrum zijn er veel winkels te vinden, onder andere (dames-)kledingwinkels en schoenenwinkels. De meeste winkels bevinden zich in de Dorpsstraat, waar ook een klein winkelcentrum, de Vreeburgpassage is. Dit vormt de passage tussen de Dorpsstraat en de Torenstraat.
Ten zuiden van de spoorlijn bevindt zich in de wijk Molenhoek de Molenhoekpassage. Iets verderop, aan de Oude Baan zijn er nog een paar buurtwinkeltjes. De wijk Sparrenburg had vroeger een eigen buurtwinkel. Deze is in 1997 definitief gesloten. Op deze plek zijn er in 2003 huizen gebouwd.
In het centrum van De Groote Wielen komt er een winkelcentrum voor het stadsdeel De Groote Wielen. In deze wijk zal er ook een medisch centrum komen.

## Bekende personen
- Jan van Baexen (1450-1529), bestuurder
- Don Burgers (1932-2006), politicus
- Yvonne Vriens-Auerbach (1943-2006), politicus
- Michel de Maat (1961), atleet
- Annemarie Verstappen (1965), zwemmer
- Hein van der Loo (1971), politicus
- Wilburt Need (1978), voetbalkeeper
- Randy Thenu (1986), voetballer
- Peter van Ooijen (1992), voetballer
- Jeremy Antonisse (2002), voetballer

## Trivia
- De klemtoon van Rosmalen ligt op de eerste lettergreep ("ros"). De naam Rosmalen wordt echter zowel buiten als binnen Brabant regelmatig verkeerd uitgesproken (met de klemtoon op "ma").
- In Rosmalens dialect wordt Rosmalen uitgesproken als Rusmolle, met klemtoon op Rus.
- Het volkslied van Rosmalen heeft dezelfde tekst en melodie als dat van Heerewaarden voor wat betreft het refrein. Alleen de plaatsnamen zijn veranderd. In het volkslied ligt de klemtoon wel op de tweede lettergreep.
- Tijdens carnaval heet Rosmalen Zandhazendurp.

## Nabijgelegen kernen
Hintham, Maliskamp, 's-Hertogenbosch, Empel, Gewande, Kruisstraat, Nuland, Berlicum